# Exhibición de Estocolmo de 1930

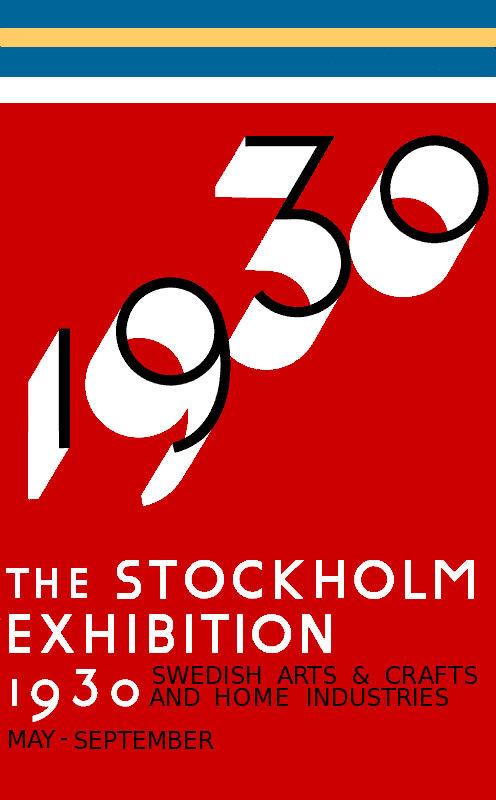
Cartel para la 1930 Feria de Estocolmo

La Exposición de Estocolmo (en sueco, Stockholmsutställningen) fue una exposición realizada en 1930 en Estocolmo, Suecia, que tuvo un gran impacto en la arquitectura conocida como funcionalismo y el estilo internacional.
La feria fue realizada por la ciudad de Estocolmo y la sociedad de arte Svenska Slöjdföreningen (actual Swedish Form). El historiador del arte y líder de Svenska Slöjdföreningen, Gregor Paulsson, fue el líder intelectual de la feria, inspirado, después de una visita al Weißenhofsiedlung de 1927 en Stuttgart, para organizar un evento similar para Estocolmo.
Tuvo lugar de mayo a septiembre de 1930, en la parte sur del área recreativa de Djurgården, en el centroeste de Estocolmo, y entretuvo a unos cuatro millones de visitantes.

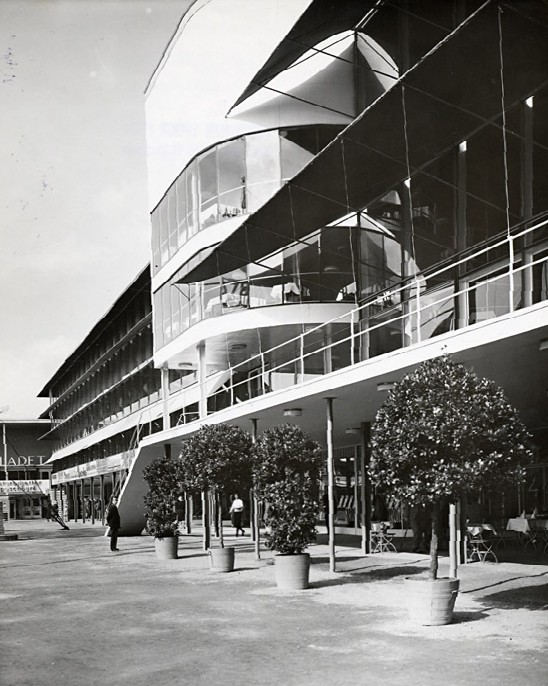
Vista del Restaurante de Paraíso

Artistas, artesanos y compañías suecas mostraron sus últimos productos, particularmente el productor de vidrio Orrefors Glasbruk. Muchas de las imágenes disponibles fueron tomadas por el pionero fotógrafo W. Gustaf Cronquist, y fueron publicadas por Swedish Form.
El eslogan de la exposición fue: Acceptera! (en latín, «¡Acepte!»), un llamado a «aceptar» la corriente racionalista, la estandarización y la producción en masa como un cambio cultural. El esfuerzo por persuadir a los ciudadanos suecos de los beneficios de un estilo de vida modernizado incluía servir alimentos producidos en masa.

## Arquitectura
La feria fue importante en la historia de la arquitectura en Estocolmo, estableciendo firmemente el funcionalismo como el estilo arquitectónico dominante en Suecia.
Los dos arquitectos principales fueron Gunnar Asplund y Sigurd Lewerentz. Durante la década de 1920, Asplund había sido una de las principales figuras del estilo neoclásico de la Gracia sueca. Pero aquí, en 1930, el estilo de Asplund da un giro dramático al funcionalismo despojado. Especialmente llamativo fue el Paradise Cafe y el Entry Pavilion, con su estructura de acero expuesta, amplias extensiones de vidrio y una iluminación espectacular por la noche. Sobre la feria, un imponente mástil publicitario se alzaba con una versión con iluminación eléctrica del logotipo Flying V de Lewerentz.
Le Corbusier fue invitado para contribuir a la feria, pero se declinó.
La feria también mostró nuevas alternativas de vivienda, apartamentos luminosos e higiénicos con amplio espacio para todos los miembros de la familia. Los arquitectos suecos que participaron en la Exposición de Vivienda incluyeron a Sven Markelius, Paul Hedqvist, Nils Ahrbom, Helge Zimdal y Uno Åhrén. Algunos críticos encontraron que la arquitectura era demasiado nítida y fría para considerar vivir de forma permanente. Tres de los arquitectos de la feria fueron, al año siguiente, coautores del manifiesto Acceptera!
Alvar Aalto, describiendo la exposición para la prensa finlandesa, escribió: «La exposición habla por la vida cotidiana alegre y espontánea. Y propaga constantemente un estilo de vida saludable y sin pretensiones basado en realidades económicas».

## Impacto
Todos los edificios de la feria fueron temporales. Pero las ideas de la feria vivieron e influyeron en la forma de la vivienda sueca en los años venideros.
Ya en 1931, uno de los arquitectos de la exposición, Uno Åhrén, ganó la comisión del asentamiento en terrazas en North Ängby en Bromma, y en las afueras de Estocolmo, Traneberg (1937–38) y Hammarbyhöjden (1938), todos apartamentos para familias numerosas. . Todas las casas tenían calefacción central; Todos los apartamentos tenían baño / inodoro privado y agua fría y caliente, cocina totalmente equipada y balcón. Los grandes ventanales dejaban entrar luz y aire en los pisos, el hueco de la escalera, incluso había una rampa de basura, un espacio verde contiguo y un parque infantil.

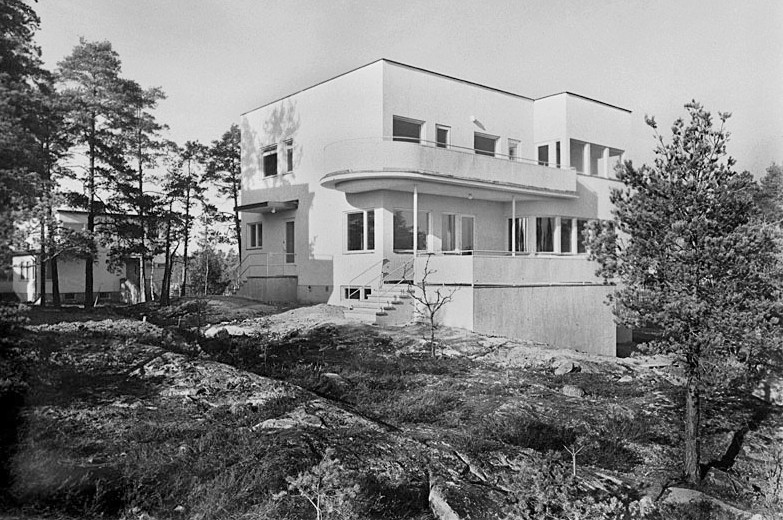
Villa Ängbyhöjden No.30, Södra Ängby, construida 1938

La colección más grande y mejor conservada de viviendas funcionalistas tempranas es el asentamiento residencial Södra Ängby, Bromma. Södra Ängby consta de unas 500 viviendas unifamiliares durante los años 1933 a 1939, todas de estilo funcionalista. Uno de los primeros ejemplos fue la casa que el arquitecto Sven Markelius construyó para sí mismo en Nockeby 1930–31.
Estos distritos de vivienda fueron influenciados directamente por la feria de 1930, fueron diseñados por los mismos arquitectos y construidos alrededor de los valores cooperativos de los socialdemócratas. La vivienda social fue, a su vez, un elemento importante en el desarrollo de la idea sueca de Folkhemmet.
Åhrén debía colaborar con el sociólogo, reformador y ganador del Premio Nobel Gunnar Myrdal desde 1932 hasta 1935 en una comisión de vivienda social, y en 1934 fueron coautores de Housing Question as a Social Planning Problem, un trabajo que sería influyente en la estructuración de la sociedad socialdemócrata sueca. Markelius y el reformador sueco Alva Myrdal colaboraron en un diseño para una Casa Colectiva de 57 unidades en el centro de Estocolmo, en 1935. El por aquel entonces Primer Ministro Per Albin Hansson, quien acuñó la palabra Folkhemmet, se mudó a una casa funcionalista diseñada por Åhrén en 1936.

## Imágenes

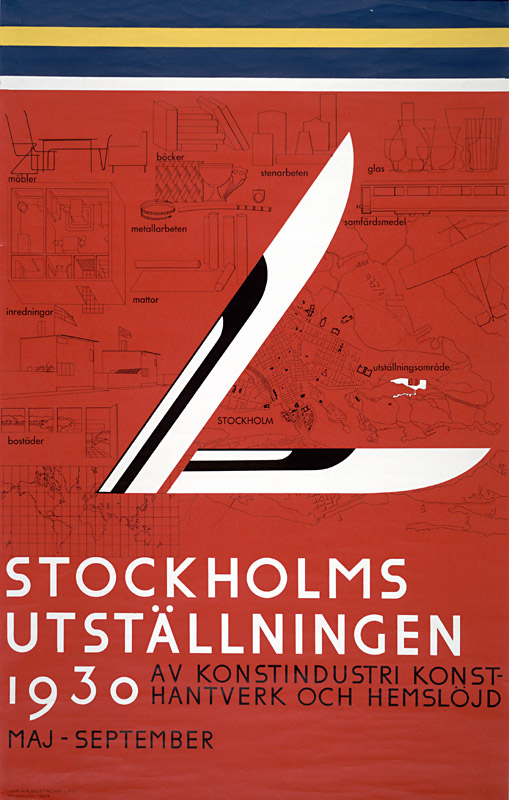
Cartel con el emblema de la «V alada» de Lewerentz
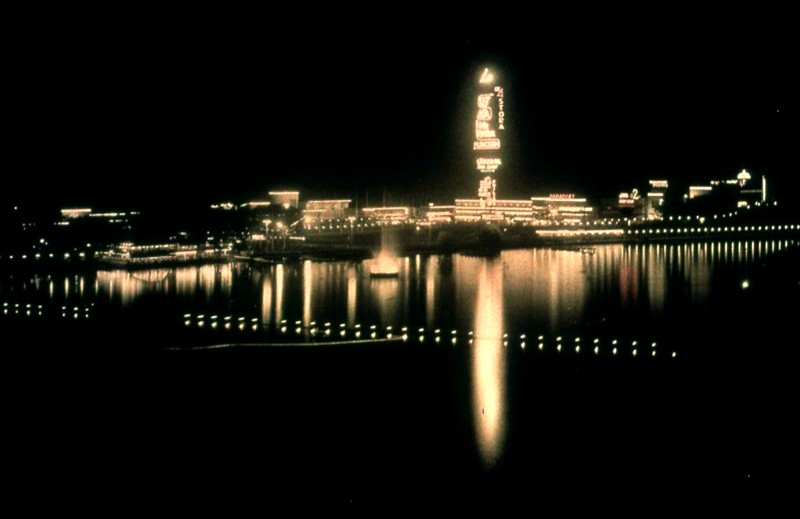
Vista nocturna junto al lago.
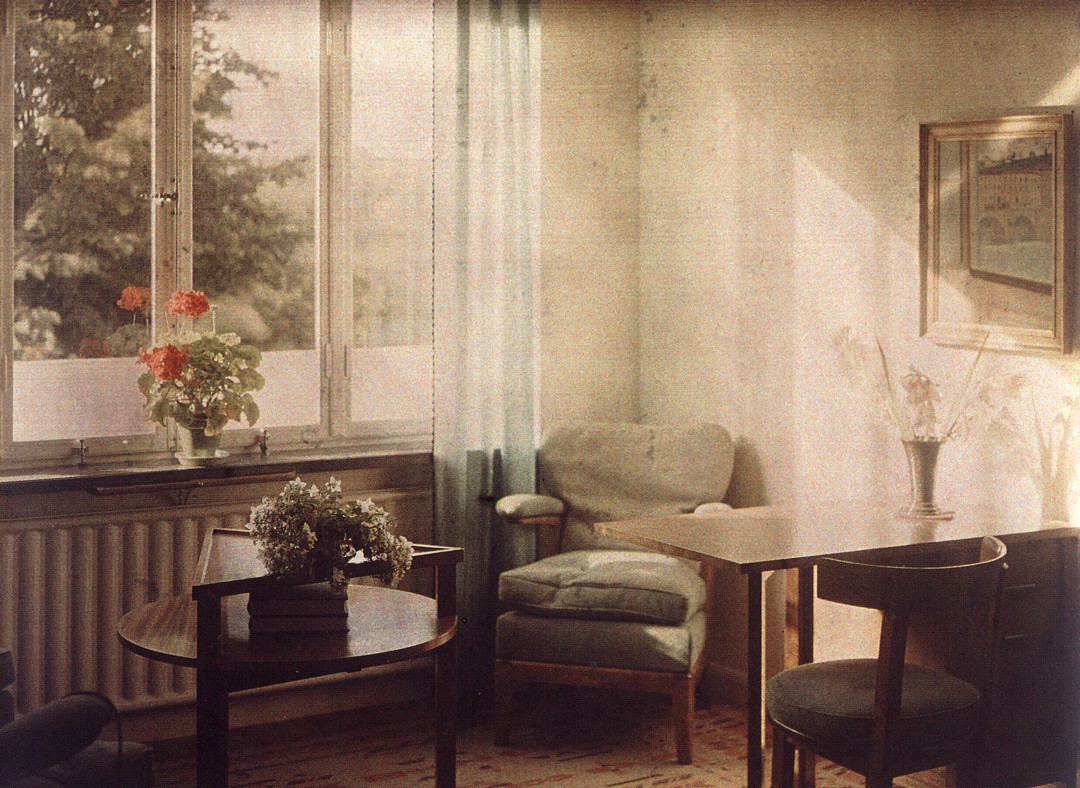
Espacio interior funcionalista, vivienda tipo 4
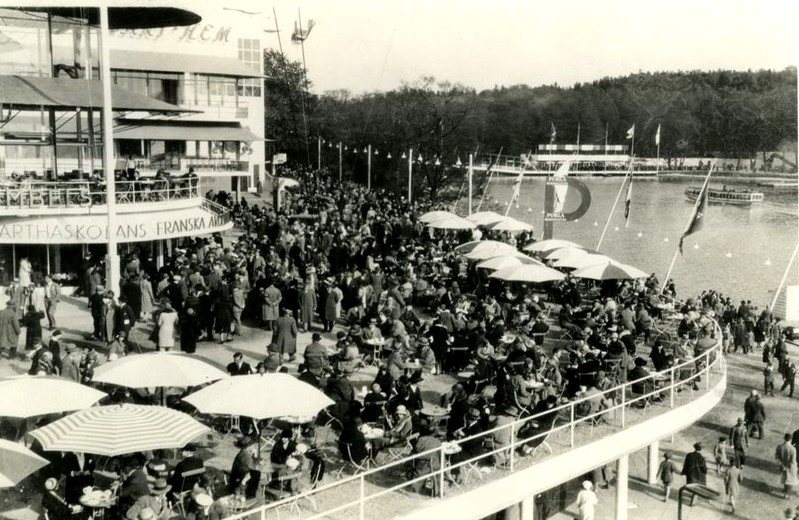
Multitud de restaurantes
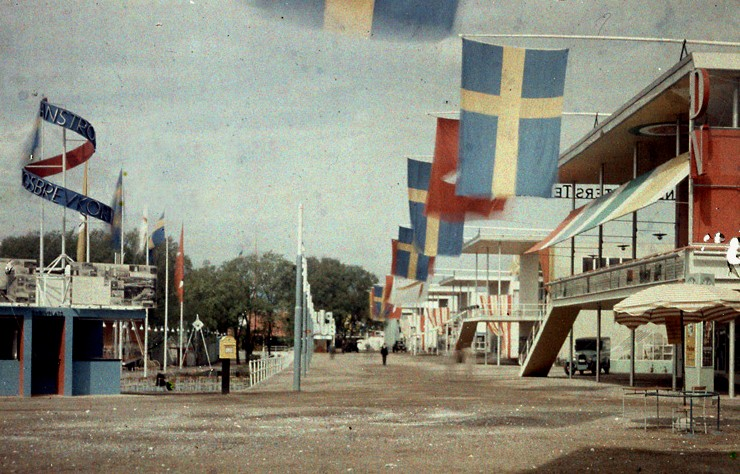
Foto de Gustaf Cronquist
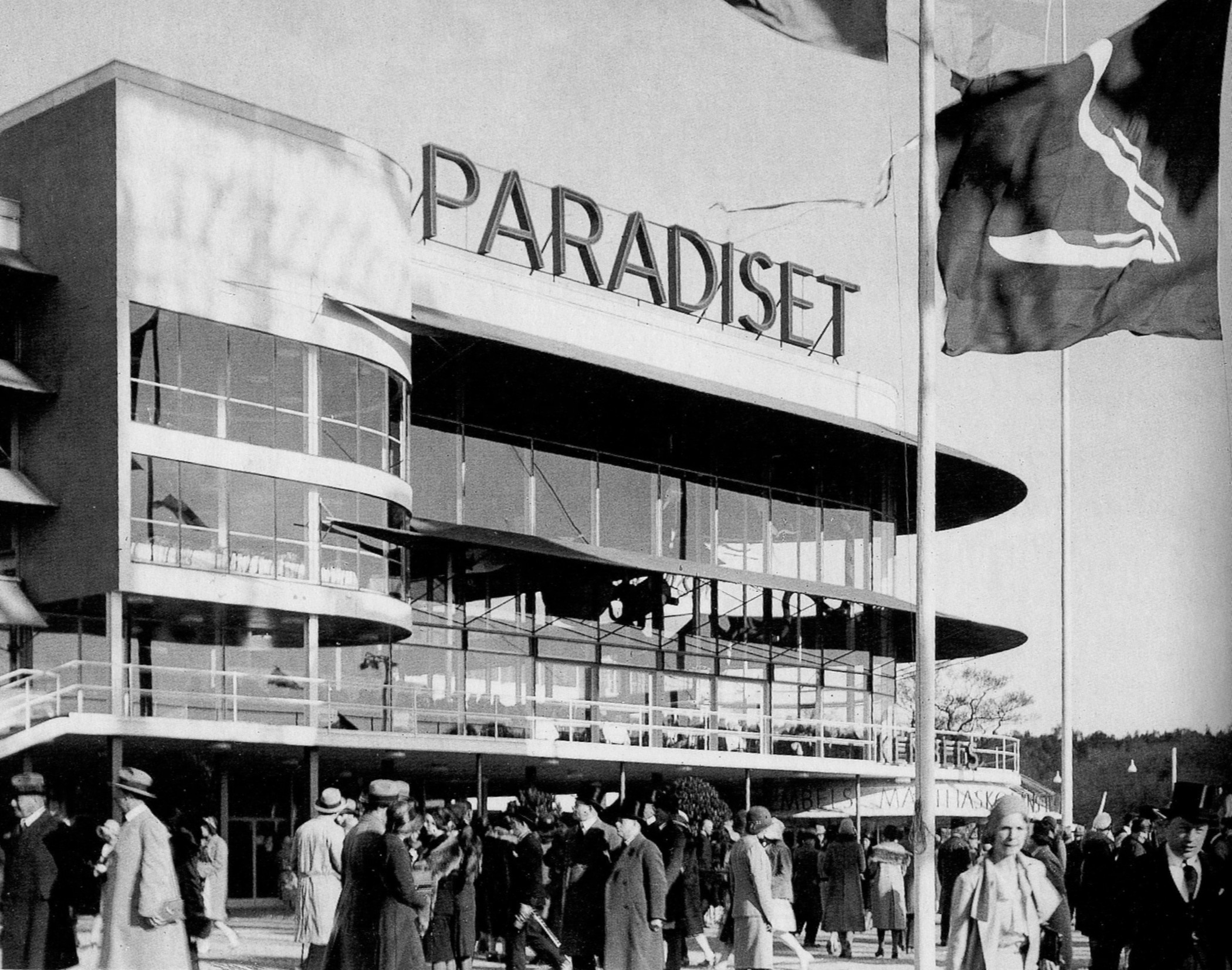
Otra vista del restaurante Paradise
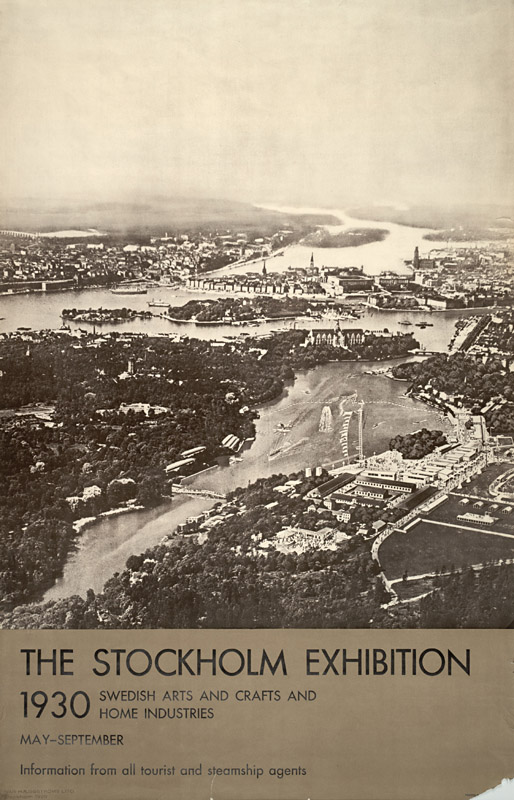
Póster en inglés